# ديفيد ونايت (لاعب كرة قدم أمريكية)
ديفيد ونايت (بالإنجليزية: David Knight)‏ هو لاعب كرة قدم أمريكية أمريكي، ولد في 1 فبراير 1951 في ترييستي في إيطاليا.

## وصلات خارجية
- ديفيد ونايت على موقع مرجع كرة القدم المحترفة.كوم (الإنجليزية)